# Aphanotrigonum
Aphanotrigonum is een vliegengeslacht uit de familie van de halmvliegen (Chloropidae).

## Soorten
- A. bicolor Nartshuk, 1964
- A. brachypterum Zetterstedt, 1848
- A. brunneum Collin, 1946
- A. cinctellum (Zetterstedt, 1848)
- A. eulophus (Loew, 1872)
- A. fasciellum (Zetterstedt, 1855)
- A. favillaceum (Becker, 1903)
- A. femorellum Collin, 1946
- A. hungaricum Dely-Draskovits, 1981
- A. inerme Collin, 1946
- A. infans (Becker, 1912)
- A. meijerei (Duda, 1933)
- A. multicingulatum (Strobl, 1893)
- A. nigripes (Zetterstedt, 1848)
- A. parahastatum Dely-Draskovits, 1981
- A. scabra (Aldrich, 1918)
- A. trilineatum (Meigen, 1830)